# 은자바강
은자바강(Njaba River, 또는 은자바)은 나이저강 삼각주 분지에 위치하며 나이지리아의 이모주 남동부에 있는 오구타 호수의 주요 지류이다. 평균 수심 4.5m이며 총 유수 길이는 78.2km, 유역 면적은 145.63제곱킬로미터, 평균 특정 유량은 시간당 약 1700m3이다.

## 흐름

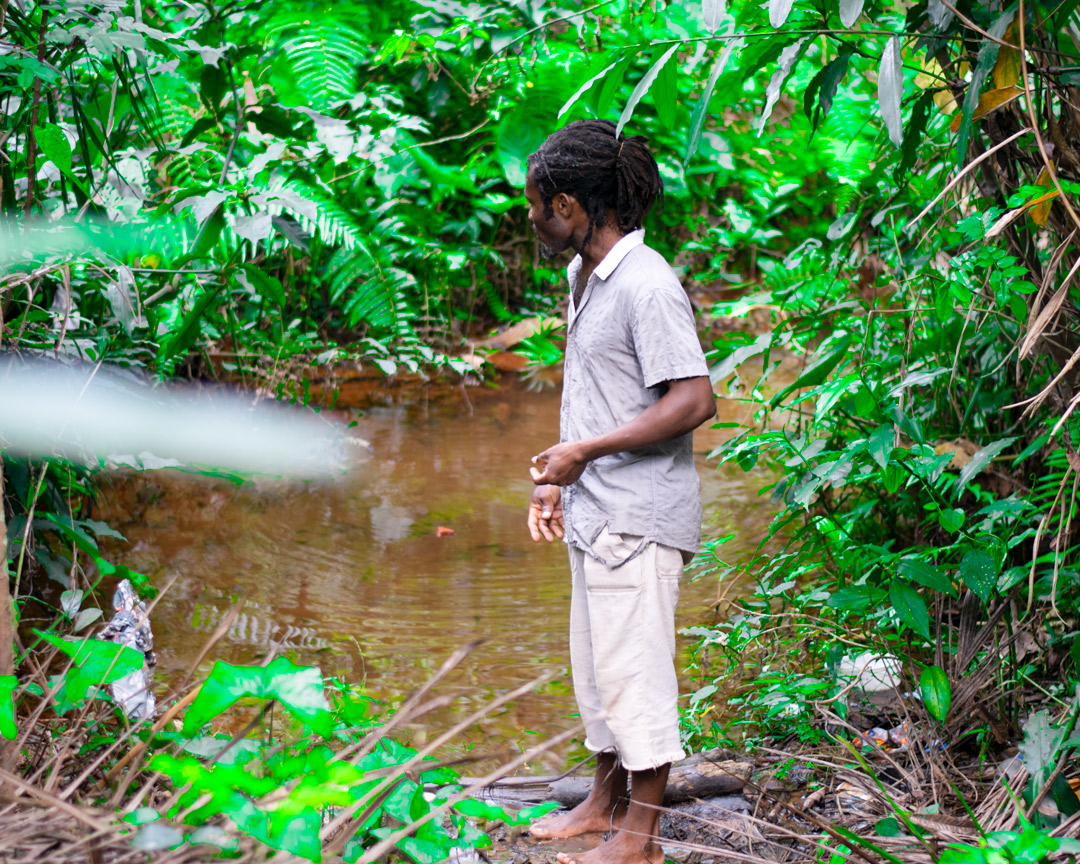
강의 정령/신을 달래는 전통주의자

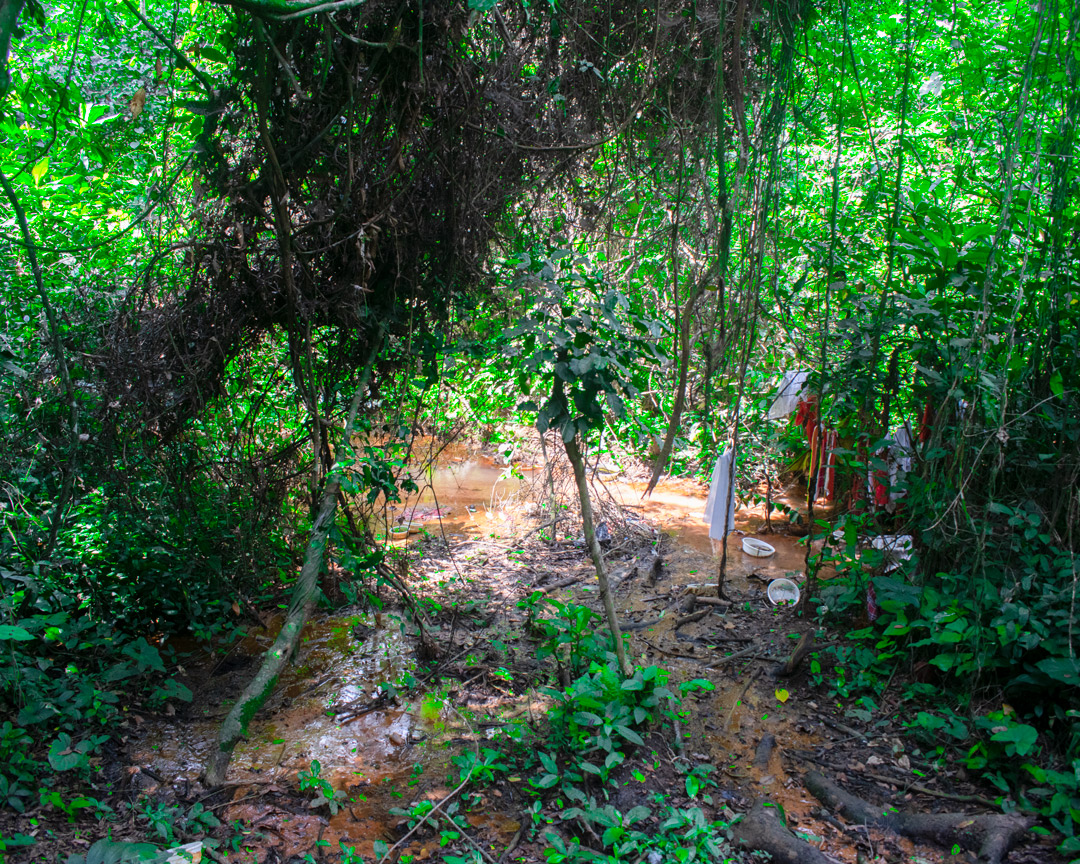
강의 이 부분은 시골 주민들에게 신성시된다

은자바강은 거의 동서 방향으로 흐르며, 아무차와 에크웨 공동체에서 시작하여 오쿠우도르, 아워-오맘마, 음그비디를 포함한 여러 마을을 거쳐 오구타 호수로 흘러 들어간다.

## 석유 및 가스
강 유역의 유전 중 일부는 쉐브론의 OML 53 및 아닥스 석유의 OML 124(모두 이좀베에 위치)에서 운영되는 오수, 이좀베, 은자바를 포함한다. OML 124에는 2008년 12월 아워-오맘마 마을에서 발견된 나이지리아 내륙의 미개발 은자바 2호 유정이 있다. 아닥스 석유에 따르면, 은자바 주변에는 아직 시추 및 테스트되지 않은 여러 탐사 유망지가 있다. 이 유전은 나이지리아에서 이 회사의 가장 큰 유전 중 하나가 될 수 있다. 2008년까지 가스 플레어링을 중단하라는 나이지리아 연방 정부의 지침에 따라, 이좀베 통합 가스 처리 프로젝트 하에 강 유역에 가스 처리 플랜트를 개발하는 계획이 진행 중이다.

## 야자유 무역
오구타, 음그비디, 오세모토르, 아워-오맘마를 포함한 은자바강 마을들은 한때 중요한 무역 중심지였다. 1830년 노예 무역 폐지 이후, 강 유역에는 현금 작물인 야자나무가 있었다. 아워-오맘마의 강변 근처에 위치한 움에주크웨 야자유 공장을 포함하여 많은 공동체에 야자유 공장이 설립되었다. 1903년까지 해안으로 제품을 운송하기 위한 새로운 수로 개발로 야자유 무역 수출이 증가했다.

## 경제, 환경 및 인프라
많은 이모주 공동체에는 어부, 어항, 어업 협동조합이 존재한다. 일부는 은자바강 유역의 아워-오맘마, 오구타, 아비아지엠, 은네부크우, 은퀘시 마을에서 발견되며, 여기에는 우도카 어부 협동조합, 움에주크웨, 아워-오맘마 및 칼라바리 해변 어부 협동조합, 오구타가 포함된다. :10 이들의 어항은 움에주크웨(우가미리):8, 움우데이, K-비치, 오세 아비아지엠, 오세모토르:9로, 아워-오맘마와 오구타 마을에 위치한다. 이 어부들은 어업 및 농작물 재배 활동의 효율적인 운영을 저해하는 경제적 제약을 겪고 있다.:7
아워-오맘마, 이좀베, 오구타 마을, 더 넓은 유전이 풍부한 강 유역, 그리고 이모주의 다른 많은 농업 공동체에서 이러한 인프라 및 환경 문제를 해결하기 위한 개입이 필요하다.:7 움에주크웨, 우바하에제, 아비아지엠, 이좀베 등을 포함한 이 어촌 및 항구로의 차량 접근 도로 개발 지원과 전기 생산 및 농업 보조금을 통한 현대적인 어류 및 작물 가공 활동 지원이 필요하다.:7 2013년 1월 28일 월요일, 분노한 젊은이들은 아워-오맘마와 오쿠우도르 및 다른 인접 공동체를 연결하는 도로가 주에서 역대 행정부에 의해 수년간 방치되었다고 주장하며, 주민들의 어려움에 대한 주 정부의 무감각에 항의했다.
나이저강 삼각주의 다른 많은 지역과 마찬가지로, 유동장에서 지속적인 가스 플레어링은 이 지역의 대기 환경에 위협이 된다.
완공되면 이좀베 가스 처리 공장은 은자바강 주변의 대부분 고립된 가스를 처리하는 주요 내륙 가스 처리 허브가 될 것으로 예상된다.